# Marvin's Maze (jeu vidéo)
Pour les articles homonymes, voir Marvin's Maze.
Marvin's Maze est un jeu d'arcade sorti en décembre 1983, développé et édité par SNK. C'est un jeu de labyrinthe,,,.